# Haym Solomon

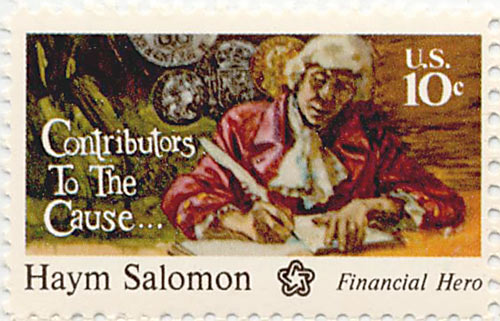
Znaczek pamiątkowy z Haymem Salomonem (1975)

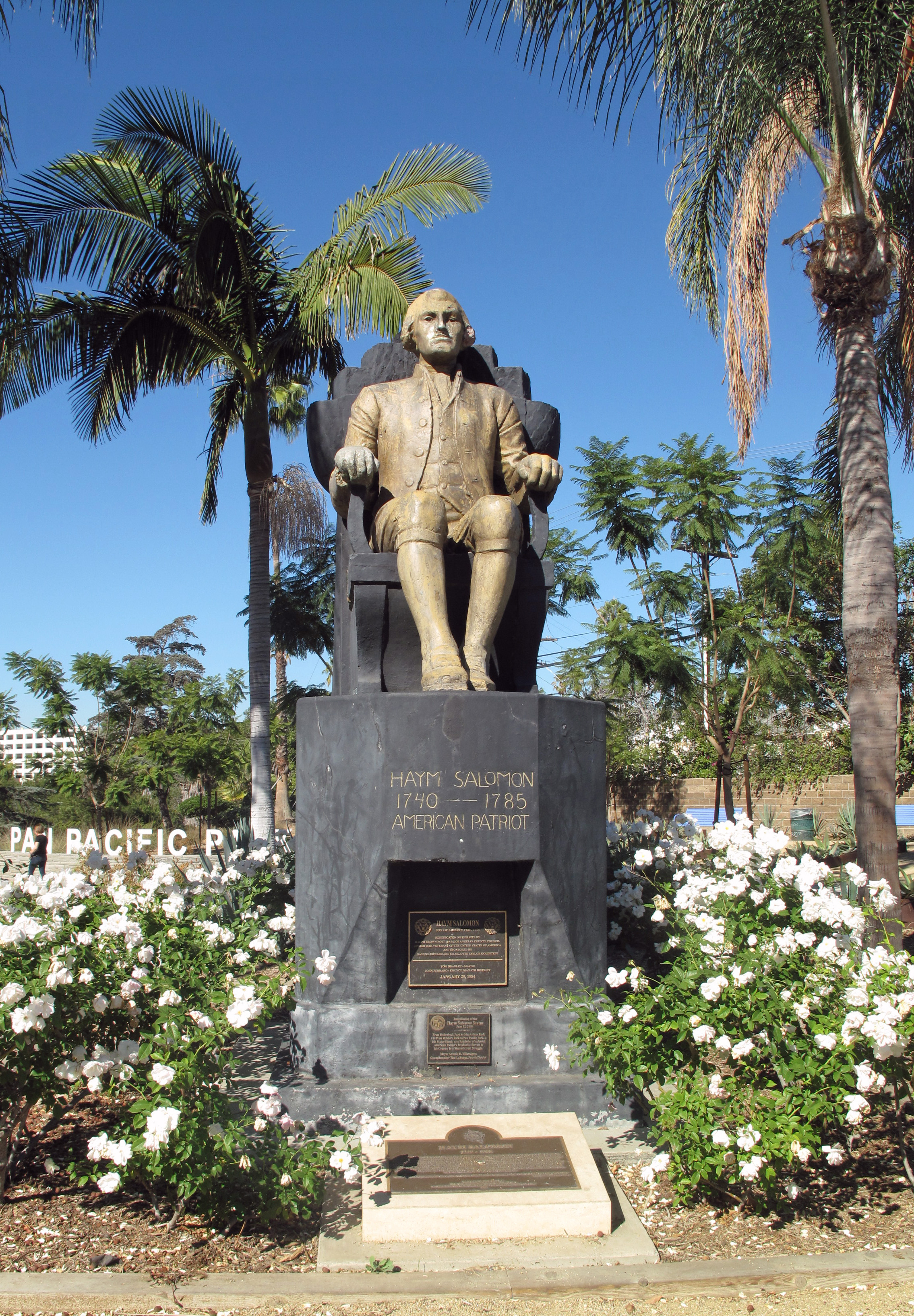
Pomnik Hayma Salomona w Pan-Pacific Park

Haym Solomon, właśc. Chaim Solomon (ur. 7 kwietnia 1740 w Lesznie, zm. 6 stycznia 1785 w Filadelfii) – Żyd z Polski, bankier, kupiec, makler, główny finansista rewolucji amerykańskiej i jej aktywny uczestnik, ojciec założyciel USA, wolnomularz, szpieg i dyplomata amerykański, filantrop, poliglota (znał 10 języków), sędzia w sądzie rabinackim, oraz działacz żydowskiej społeczności.

## Życiorys
Chaim Solomon urodził się w 1740 roku w rodzinie sefardyjskich Żydów jako syn rabina. W 1760 roku zdecydował się na emigrację do Europy zachodniej. Uczył się w tym czasie zawodu finansisty i bankiera oraz języków obcych. W 1770 roku zdecydował się powrócić do rodzinnego miasta, jednak dwa lata później Solomon wyemigrował do Wielkiej Brytanii. Wkrótce potem przeniósł się do Ameryki Północnej, do Nowego Jorku dotarł zimą 1772 roku.
Solomon przybył do Ameryki bez pieniędzy, jednak szybko rozpoznał rynek usług finansowych i zdecydował się rozpocząć działalność. Z nabytą w zachodniej Europie fachową wiedzą i doświadczeniem oraz znajomością kilku języków założył biuro i stał się głównym maklerem handlowej elity Nowego Jorku.
O jego wyborach politycznych zdecydowała przyjaźń z Alexandrem McDougallem, znanym ze swojej nienawiści do brytyjskiej dominacji Związał się z wigami. Gdy do Nowego Jorku dotarła rewolucja, Solomon opowiedział się przeciwko Brytyjczykom i wstąpił do „Synów Wolności”. Za przynależność do organizacji, Solomon został we wrześniu 1776 roku aresztowany wraz z resztą członków organizacji. W więzieniu przebywał 18 miesięcy, jednak przekonał Brytyjczyków, by zatrudnili go jako tłumacza, pomagającego brytyjskim oficerom w komunikacji z niemieckimi najemnikami. Po zwolnieniu ożenił się z Rachelą Franks (z sefardyjskiej prominentnej rodziny) z którą miał czworo dzieci. Brytyjczycy ofertę przyjęli, ale Solomon wykorzystał swoją nową funkcję głównie do szpiegostwa i sabotażu. 11 sierpnia 1778 roku został jednak aresztowany za szpiegostwo i skazany na śmierć przez powieszenie, ale zbiegł przekupiwszy strażnika.
Po ucieczce osiadł w Filadelfii, gdzie ponownie podjął pracę finansisty oraz został nadzorcą poczty kongresowej. Wkrótce potem został współpracownikiem Roberta Morrisa, głównego bankiera amerykańskich rewolucjonistów. Solomon zaczął obsługiwać transakcje finansowe Kongresu, zabiegał o kredyty, pośredniczył w udzielaniu pożyczek amerykańskim władzom przez kraje europejskie, z osobistych zarobków finansował wojsko i rząd oraz pożyczał pieniądze jego członkom. Za wszystko pobierał minimalne lub żadne wynagrodzenie. Solomon sfinansował także oblężenie Yorktown.
Według anegdoty George Washington zapytał Solomona o sposób, w jaki USA mają mu wynagrodzić zasługi dla niepodległości. Solomon miał sobie zażyczyć, by Żydzi docenieni zostali jako naród. Washington rzekomo podjął wówczas decyzję, by trzynaście gwiazdek na Wielkiej Pieczęci Stanów Zjednoczonych ułożyć w gwiazdę Dawida.
Solomon nie otrzymał żadnego wynagrodzenia pieniężnego i w 1785 roku zmarł jako bankrut, a zobowiązania rządu wobec niego wyniosły w chwili śmierci bankiera 2 000 000 ówczesnych dolarów.